# Kościół św. Jana Chrzciciela w Siewierzu

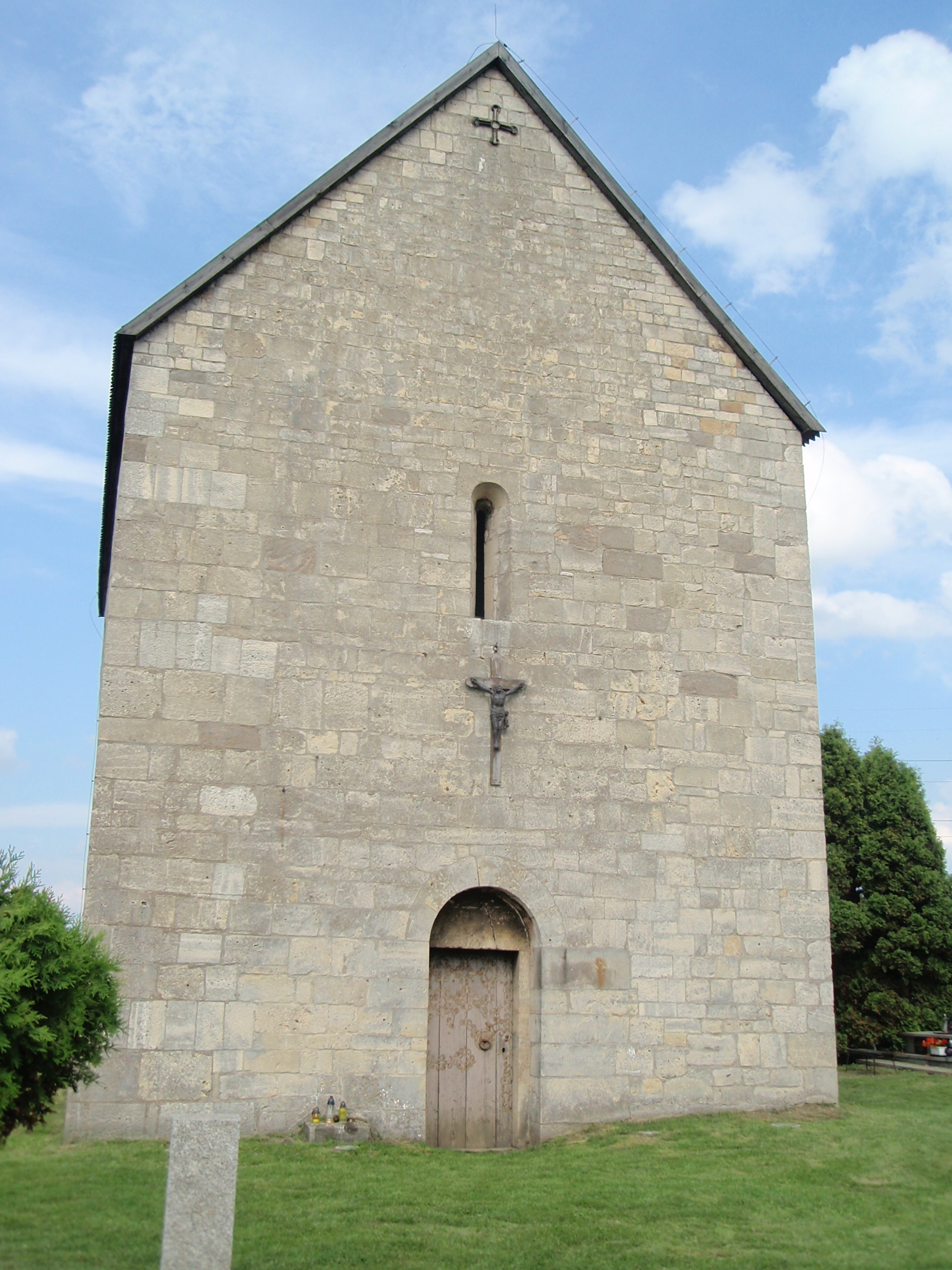
Widok z przodu

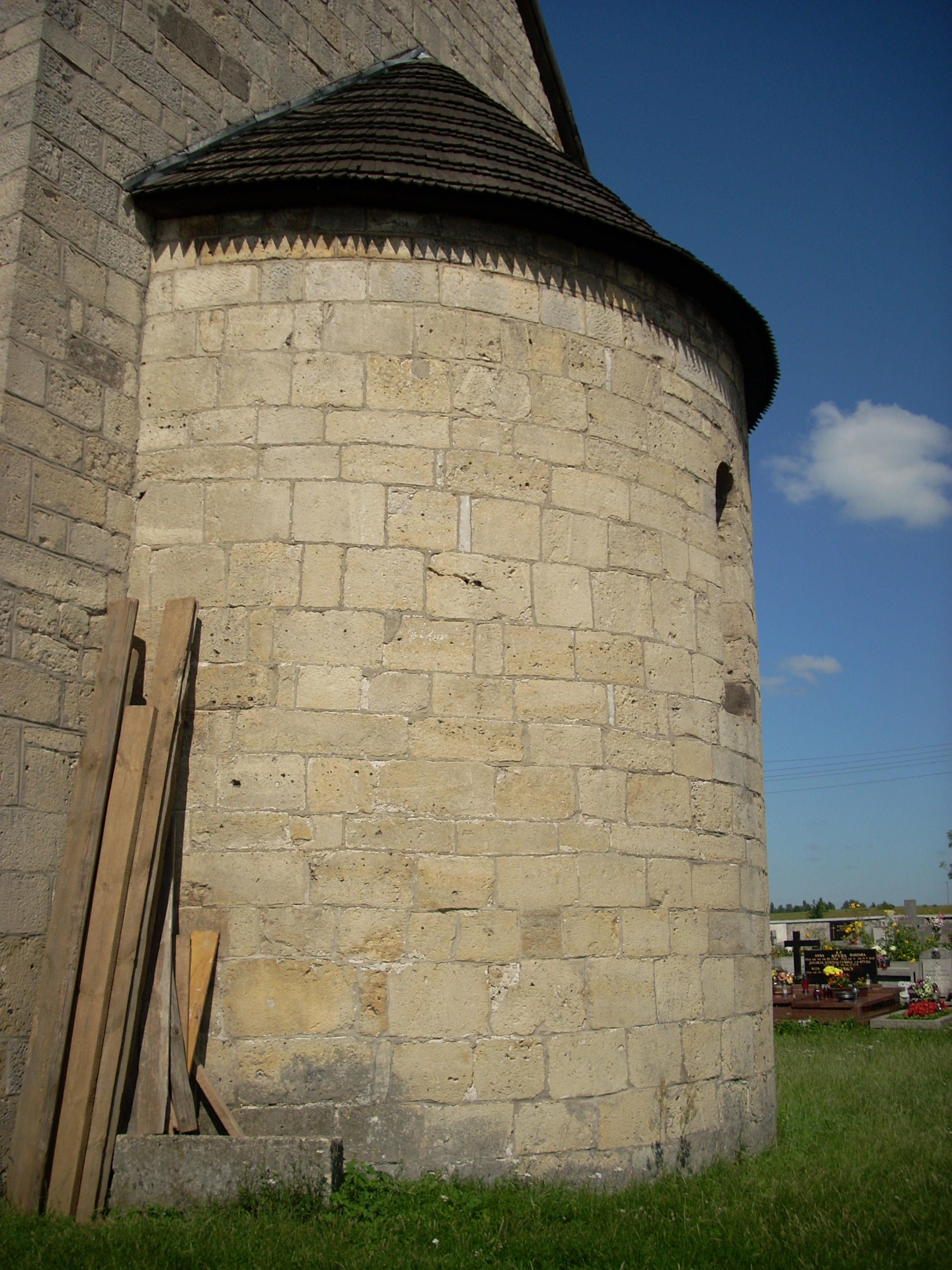
Absyda

Kościół św. Jana Chrzciciela – rzymskokatolicka świątynia znajdująca się w Siewierzu, jeden z najstarszych kościołów w Polsce. Do XV wieku kościół parafialny, później filialny, obecnie pełni funkcję kaplicy cmentarnej.

## Dane techniczne
Budowla mierzy 6 × 9 metrów, a od podłogi do szczytu dachu wysoka jest na 13,2 metra. 
Do wnętrza świątyni prowadzi uskokowy portal, zamknięty półkoliście, z prostokątnym otworem wejściowym.
Okna są wąskie, podobne do strzelnic - o szerokości 15 cm, a wysokości 145 cm w świetle. Takie wymiary okien oraz jedne, małe drzwi wskazują na obronny charakter budowli, w której ludność okolicznego drewnianego grodu mogła się schronić podczas najazdu.
W półkolistej apsydzie widoczne są fragmenty dwuwarstwowej polichromii romańskiej z XII wieku ze słabo czytelnymi scenami figuralnymi (Maiestas Domini, święci). Zygmunt Świechowski określa postacie jako orantów. Ślady malowideł dostrzec można także na zewnętrznej północnej ścianie, a na zachodniej widoczne są pozostałości empory. 

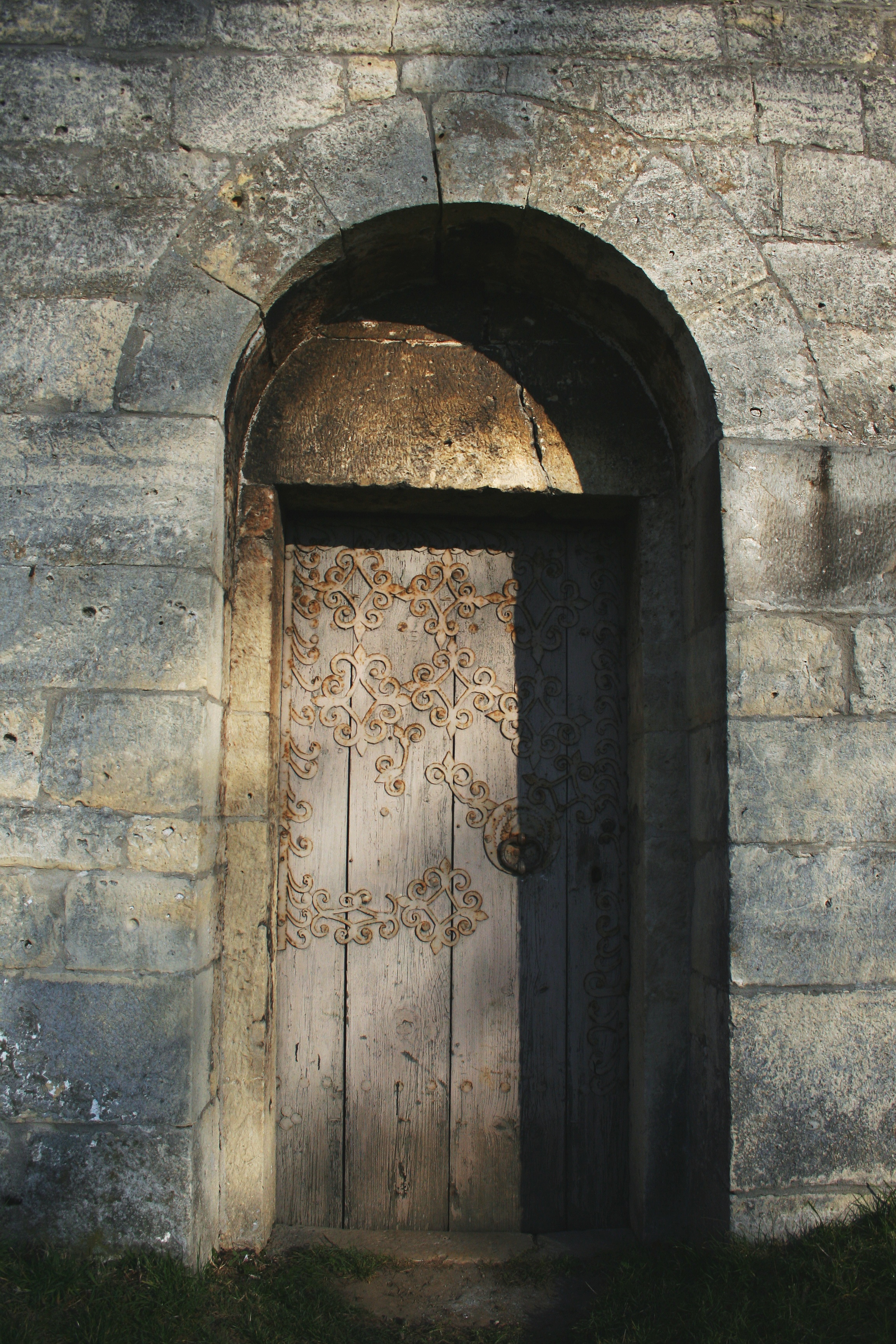
Drzwi wejściowe do kościoła
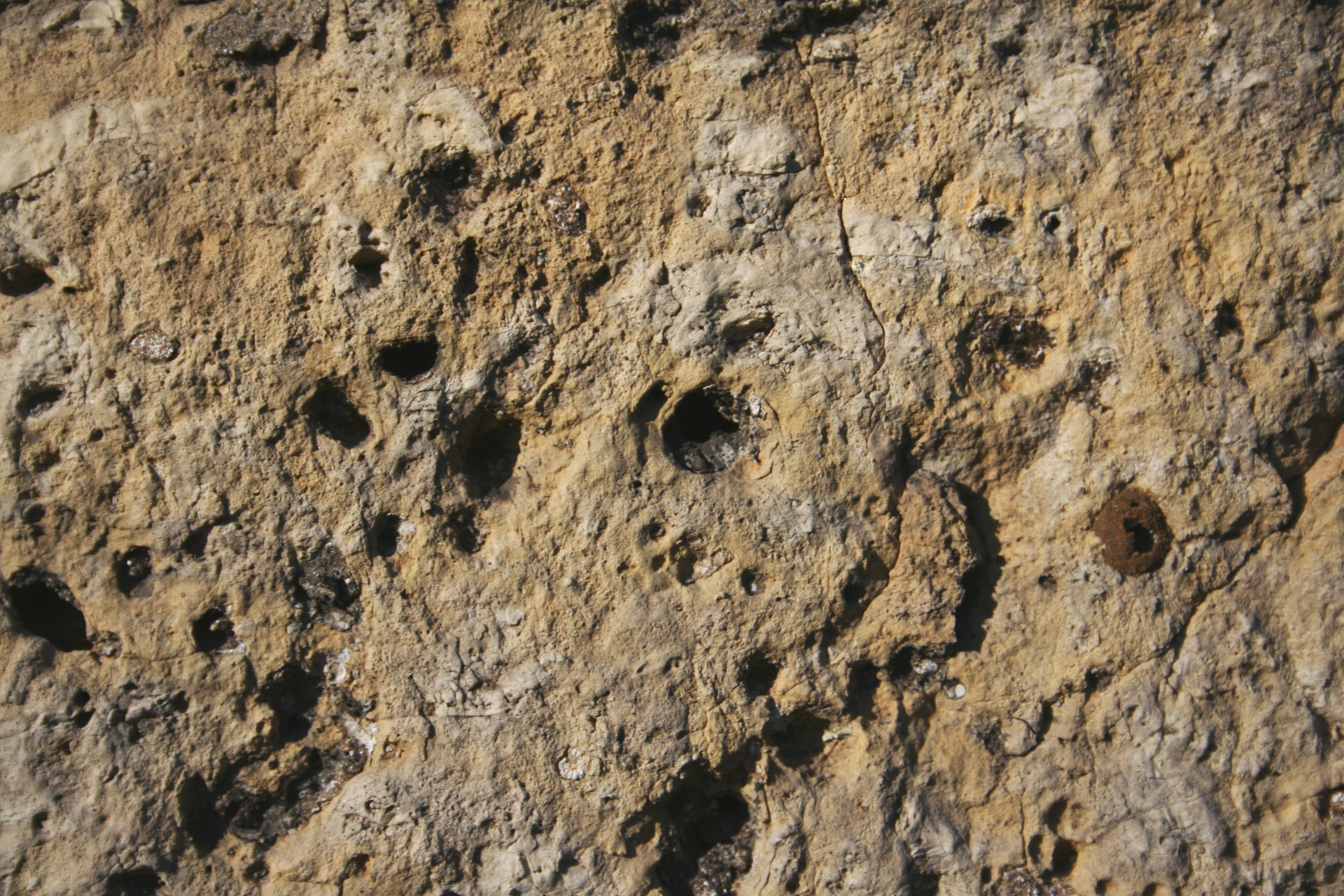
Fragment ściany wykonanej z ciosów piaskowca
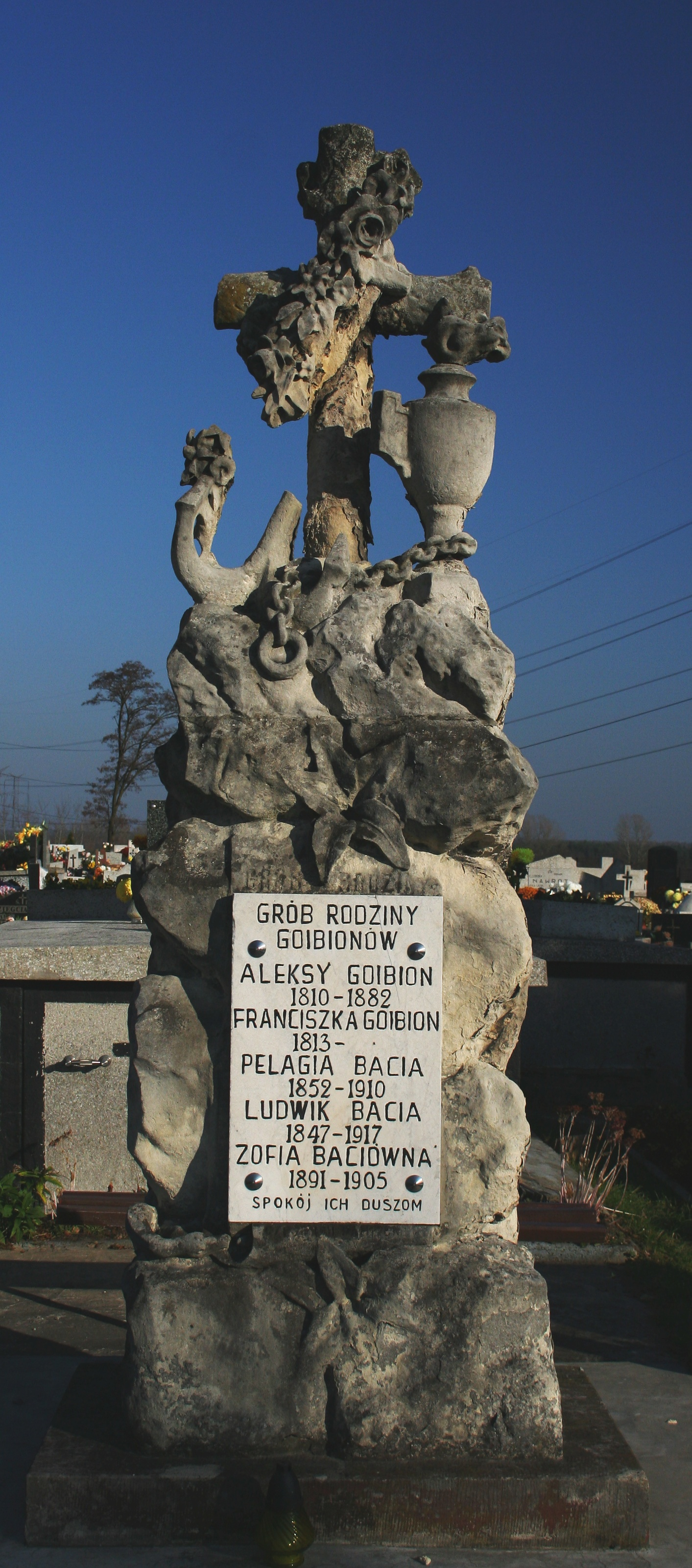
Jeden z nagrobków na cmentarzu przy zabytkowym kościele
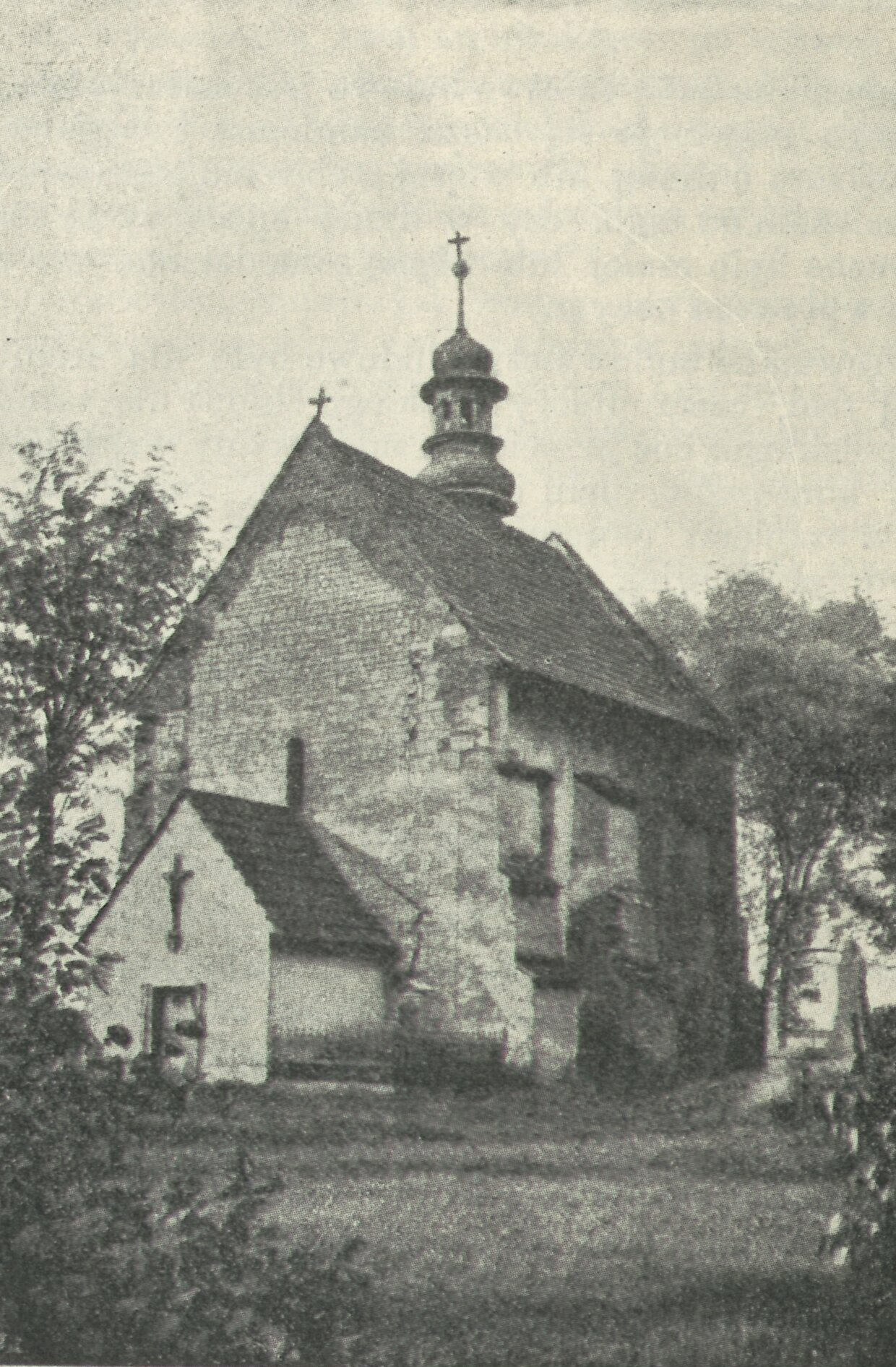
Widok kościoła około 1916

## Historia
Świątynia ta została zbudowana prawdopodobnie w 1144 lub 1164 z fundacji Piotra Włostowica – fundatora 70 kościołów. Należy do najstarszych świątyń w Polsce; obok rotundy św. Mikołaja na Górze Zamkowej w Cieszynie jest jednym z najstarszych zabytków architektury polskiej. 
Kościół wykonany jest z kamienia ciosanego, w stylu romańskim, ze sklepieniem burgundzkim - uwiarygadnia to okres jego powstania; najpóźniej w XII wieku.  
W tym kościele odbył się synod biskupów polskich (6 lipca 1233). 
Pierwotnie gród siewierski był zlokalizowany wokół kościoła, jednak najprawdopodobniej po najazdach mongolskich został przeniesiony w miejsce dzisiejszego terenu zamku biskupiego w Siewierzu.
W nieznanym czasie budowla uległa pożarowi, co doprowadziło do zapadnięcia się sklepienia i nadwerężenia ścian. W takim stanie stał do 1639, kiedy to nieznany fundator ściągnął dach żelazem i wsparł przyporami rozchylone mury, pokrył je dachem, a zamiast burgundzkiego sklepienia zrobił płaski sufit. Dobudował też kruchtę.

## Czasy współczesne
W latach 50. XX wieku kościółek przebudowano, przywracając go do pierwotnego stanu – usunięto przypory, pokryto dach gontem, przywrócono sklepieniu dawny styl. 
W 1993 przeprowadzono remont dachu, kładąc nowe poszycie z podwójnych gontów.